# Public TV
Public TV byla česká televizní stanice. Její vysílání bylo zahájeno 11. července 2007 a ukončeno 1. června 2011 kvůli dluhům (134 milionů), ze kterých televizi nepomohla ani změna majitele. V únoru 2011 televize nahradila u UPC televizi Z1, která též zanikla. 18. dubna 2011 opustila 3. multiplex DVB-T, takže do konce vysílání vysílala pouze na satelitu a u UPC. zpočátku nabízela filmy, později se zaměřila na lifestyle tematiku a začala vysílat vlastní tematické magazíny, dokumenty, zpravodajské bloky z regionů, pořady o cestování, publicistiku, debatní pořady, reality-show a talkshow. Některé z pořadů (např. Cyklotoulky) které TV Public vysílala, dnes lze vidět na obrazovkách ČT, TV Seznam, či internetové XTV. Ředitelka televize Renata Pešková pak založila nástupnický kanál Stil TV.
V době zániku TV se hovořilo i o spojení s Radimem Pařízkem a jeho TV Pohoda. Z projektu nakonec sešlo, nicméně Pařízkova TV má obdobné zaměření jako Public.

## Pořady
- Replay
- Automag
- Cyklotoulky
- Tajemství šéfkuchaře
- Kinotipy

## Generální ředitelé
- Renata Pešková (?–2011)